# Helmuth von Gordon

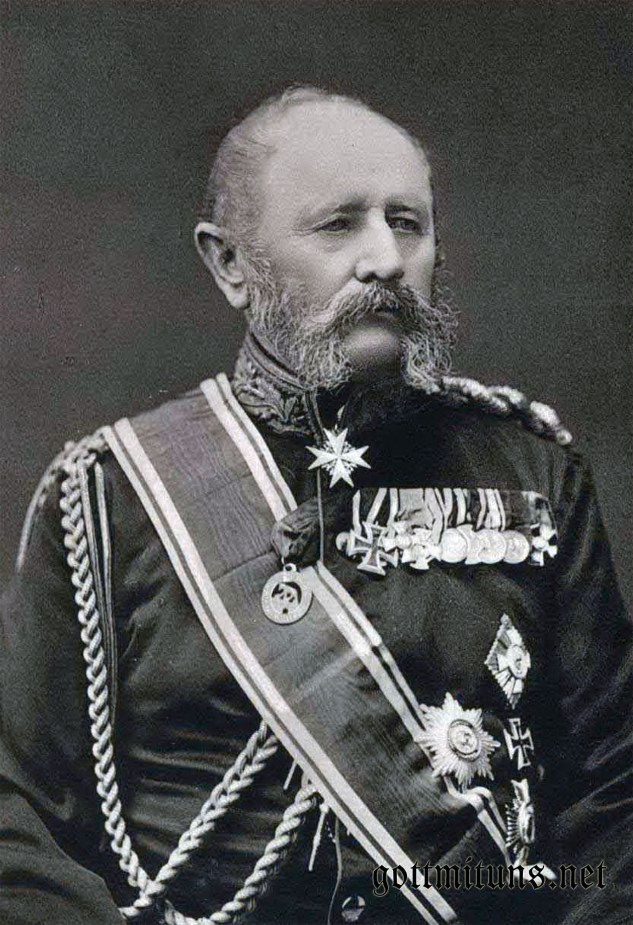
Helmut von Gordon

Helmuth von Gordon (30 tháng 7 năm 1811 tại Kolberg – 26 tháng 12 năm 1889 tại Dresden) là một sĩ quan quân đội Phổ, đã được thăng đến cấp Thượng tướng Bộ binh. Ông đã từng tham gia một số trận đánh lớn trong cuộc Chiến tranh Áo-Phổ năm 1866 và cuộc Chiến tranh Pháp-Đức (1870 – 1871).

## Tiểu sử

### Thân thế
Helmuth sinh vào tháng 7 năm 1811, trong gia đình quý tộc cổ Gordon có nguồn gốc từ Scotland. Ông là con trai của Joseph Maximilian von Gordon (1772 – 20 tháng 2 năm 1847) với một phụ nữ mang nhũ danh von Engelbrecht. Thân phụ ông là một Thanh tra sản xuất muối (Salineninspektor) ở Kolberg và cựu Trung tá Phổ, từng phục vụ Trung đoàn Bộ binh "von Borcke".

### Sự nghiệp quân sự
Thuở trẻ, Gordon nhập học trường thiếu sinh quân Kulm vào tháng 4 năm 1824, sau đó ông chuyển sang trường thiếu sinh quân ở Berlin. Đến ngày 26 tháng 7 năm 1828, ông gia nhập Cục Phòng vệ số 4 của quân đội Phổ với cấp hàm Thiếu úy. Gordon học ở Trường Chiến tranh Tổng hợp ( Allgemeine Kriegsschule) kể từ năm 1831 cho đến năm 1834, sau đó ông trở thành sĩ quan phụ tá của Cục Phòng vệ số 3. Từ năm 1837 cho tới năm 1841, ông được giao nhiệm vụ Giảng viên Trường Sư đoàn của Sư đoàn số 13. Tiếp theo đó, Gordon được cắt cử vào Bộ phận Đo đạc địa hình. Sau hai năm phục vụ tại đây, vào ngày 1 tháng 4 năm 1843, ông được đổi làm sĩ quan phụ tá của Lữ đoàn Bộ binh số 11, rồi được lên quân hám Trung úy ba tuần sau đó. Bốn năm sau, vào ngày 11 tháng 12 năm 1847, với cấp bậc Đại úy và Đại đội trưởng, Gordon trở lại đơn vị cũ của mình, giờ đây mang tên là Cục Jäger số 6. Sang năm sau, Gordon được điều đến Düsseldorf làm Đại đội trưởng trong Tiểu đoàn Jäger số 7. Vào tháng 5 năm 1849, cùng với tiểu đoàn của mình, ông đã tham gia giao chiến trên đường phố ở Breslau trong cuộc trấn áp phong trào cách mạng ở Đức. Với quân hàm Thiếu tá, Gordon hoạt động trong Bộ Tham mưu của Sư đoàn số 4 vào giữa tháng 6 năm 1853, gần bốn năm sau đó ông gia nhập Bộ Tham mưu của Quân đoàn II vào tháng 3 năm 1857. Tiếp theo đó, ông lãnh quyền chỉ huy Tiểu đoàn Bắn súng hỏa mai (Füsilierbataillon) thuộc Trung đoàn Bộ binh số 18 và trên cương vị này, ông được thăng cấp hàm Thượng tá vào ngày 22 tháng 5 năm 1858. Kể từ ngày 14 tháng 6 năm 1859 cho đến ngày 7 tháng 5 năm 1860, Gordon là Chỉ huy trưởng Trung đoàn Dân binh số 7 cơ động và sau đó ông được giao tạm quyền chỉ huy (Führung) Trung đoàn Bộ binh tổng hợp số 7. Đến ngày 1 tháng 7 năm 1860, Gordon được lên cấp Đại tá, đồng thời được bổ nhiệm làm Chỉ huy trưởng Trung đoàn Bộ binh số 47. Ba năm sau, vào tháng 12 năm 1863, ông kéo trung đoàn của mình đến trấn giữ vùng biên cương ở Ostrowo. Dưới danh hiệu à la suite, Gordon thôi chức Trung đoàn trưởng vào ngày 3 tháng 5 năm 1864, và được nhận tạm quyền chỉ huy Lữ đoàn Bộ binh số 14. Sau đó, với việc thăng chức Thiếu tướng vào ngày 25 tháng 6 năm 1864, ông đã trở thành Tư lệnh lữ đoàn này.
Sau khi cuộc Chiến tranh Bảy tuần với Áo bùng nổ vào năm 1866, Gordon đã chỉ huy lữ đoàn của mình tham gia chiến dịch ở Böhmen. Tại đây, ông là chủ tướng lực lượng tiền vệ (Avantgarde) của Sư đoàn số 17. Ông đã thể hiện khả năng của mình trong các trận đánh tại Münchengrätz vào ngày 28 tháng 6 và Blumenau vào ngày 22 tháng 7. Trong trận chiến quyết định tại Königgrätz-Sadowa vào ngày 3 tháng 7 năm 1866, ông đã thúc quân đánh chiếm cao điểm Cistowes và cùng với các đơn vị khác của Sư đoàn số 7 phòng ngự thành công trước các đợt tấn công mạnh mẽ của đối phương cho đến khi quân tiếp viện của Tập đoàn quân số 2 xoay chuyển thế trận theo hướng có lợi cho Phổ. Vì thành tích của mình trong chiến dịch, sau khi cuộc chiến tranh chấm dứt, Gordon đã được tặng thưởng Huân chương Thập tự Xanh, phần thưởng quân sự cao quý nhất của Vương quốc Phổ vào ngày 20 tháng 9 năm 1866.
Vào ngày 30 tháng 10 năm 1866, Gordon được ủy nhiệm làm Sư đoàn trưởng Sư đoàn số 11, sau đó vào ngày 31 tháng 12 năm 1866, ông được lên quân hàm Trung tướng, với văn bằng (Offizierspatent) đã được cấp vào ngày 30 tháng 10 năm 1866. Sau khi cuộc Chiến tranh Pháp-Đức bùng nổ vào mùa hè năm 1870, ông đã mang sư đoàn đến Pháp và tham gia các cuộc vây hãm Phalsbourg và Toul, cũng như trận giao chiến tại Moulin Saquet. Sau khi cuộc chiến tranh chấm dứt (1871), vào ngày 24 tháng 10 năm 1871, Gordon được xuất ngũ (zur Disposition, rời ngũ nhưng sẽ được động viên khi có chiến tranh) với một khoản lương hưu, đồng thời được phong cấp bậc Danh dự (Charakter) Thượng tướng Bộ binh. Vào tháng 12 năm 1889, ông từ trần ở Dresden, Sachsen.

### Gia quyến
Vào ngày 14 tháng 7 năm 1858, tại Breslau, Gordon đã thành hôn với Bertha Jeanette Anne von Schickfuß người Nhà Ellguth, góa phụ von Saufin (12 tháng 9 năm 1822 tại Oels – 19 tháng 9 năm 1899 tại Islikon). Cặp đôi này đã có với nhau hai người con sau:
- Max (mất năm 1870 trên đường tiến quân đến Paris), Thiếu úy trong Trung đoàn Bộ binh Cận vệ số 1 của Phổ
- Klara (6 tháng 7 năm 1848 tại Breslau – 1920) ∞ Karl Wilhelm Heinrich von Kleist, Thượng tướng Kỵ binh Phổ, vào ngày 19 tháng 6 năm 1869

### Tặng thưởng
- Thập tự Danh dự hạng II Huân chương Vương tộc Hohenzollern vào ngày 11 tháng 2 năm 1860
- Huân chương Thánh Stanislaus hạng I của Nga vào ngày 24 tháng 9 năm 1864
- Chỉ huy (Kommandeur) hạng I Huân chương Gia tộc Albrecht Gấu của xứ Anhalt vào ngày 14 tháng 11 năm 1865
- Huân chương Thập tự Sắt hạng I vào ngày 25 tháng 4 năm 1871
- Huân chương Đại bàng Đỏ hạng I đính kèm Bó sồi và Thanh kiếm trên Chiếc nhẫn vào năm 1879